# Gnamptonyx
Gnamptonyx é um gênero de traça pertencente à família Arctiidae.